# Guerra Franco-Prussiana
A Guerra Franco-Prussiana, ou Guerra Franco-Germânica (19 de julho de 1870 – 10 de maio de 1871) foi um conflito ocorrido entre Império Francês e o Reino da Prússia no final do século XIX. Durante o conflito, a Prússia recebeu apoio da Confederação da Alemanha do Norte, da qual fazia parte, e do Grão-Ducado de Baden, do Reino de Württemberg e do Reino da Baviera. A vitória incontestável dos alemães marcou o último capítulo da unificação alemã sob o comando de Guilherme I da Alemanha. Também marcou a queda de Napoleão III e do sistema monárquico na França, com o fim do Segundo Império e sua substituição pela Terceira República Francesa. Também como resultado da guerra, ocorreu a anexação da maior parte do território da Alsácia-Lorena pela Prússia, território que ficou em união com o Império Alemão até o fim da Primeira Guerra Mundial.

## Motivos da guerra
As causas da Guerra Franco-Prussiana estão profundamente enraizadas nos eventos que cercam o equilíbrio de poder entre grandes potências após as Guerras Napoleônicas. França e Prússia eram inimigos durante essas guerras, com a França do lado derrotado e Napoleão Bonaparte exilado para Elba. Após a ascensão de Napoleão III, que ocorreu como resultado de um golpe de Estado na França, e com o final da Guerra da Crimeia, que carrega uma provisão no Tratado de Paris onde o mar Negro russo deveria ser uma zona desmilitarizada, cria-se uma condição favorável para a unificação alemã que, em pouco tempo, os trouxe para a guerra após a Guerra dos Ducados do Elba (1864), contra a Dinamarca e a Guerra Austro-Prussiana (1866).
A Espanha estava sem rei desde 1868, devido à abdicação de Isabel II, em virtude da Revolução de 1868 e as Cortes — parlamento espanhol — ofereceram a coroa ao príncipe prussiano Leopoldo de Hohenzollern, primo do rei da Prússia, Guilherme I. Um Hohenzollern no trono espanhol seria demais para a Europa antiprussiana. O imperador francês Napoleão III pressionou o Reino da Prússia para impedir que o parente distante do rei prussiano assumisse o trono espanhol. O ministro do exército francês realizou, na câmara, um discurso indignado e belicoso contra a Prússia, o que gerou sentimentos antifranceses no sul da Alemanha.

### Pretexto da Guerra Franco-Prussiana (1870-1871)

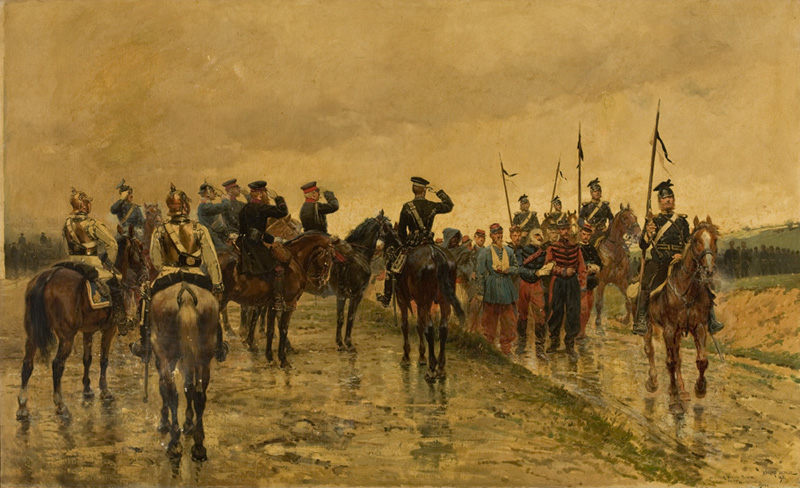
Oficiais alemães prestam homenagem aos prisioneiros franceses feridos, 1876
Édouard Detaille

O chanceler prussiano Otto von Bismarck e seus generais estavam interessados em uma guerra contra a França, pois esse país punha empecilhos à integração dos Estados do sul da Alemanha na formação de um novo país dominado pelo Reino da Prússia — o Império Alemão. Bismarck preparara um poderoso exército e conhecia a situação precária do exército francês. Sabia também que, se fosse atacado pelos franceses, teria o apoio dos estados alemães do Sul e, derrotando a França, já não haveria nenhum obstáculo a seu projeto de unificar a Alemanha. Por outro lado, os conselheiros de Napoleão III asseguraram-lhe que o exército francês era capaz de derrotar os prussianos, o que restauraria a declinante popularidade do imperador, perdida em consequência das muitas derrotas diplomáticas sofridas.
Bismarck também sabia da superioridade de seu poderio militar sobre o exército francês. Todavia, antes de o conflito começar, Napoleão III, temendo a expansão prussiana, protestou e exigiu do rei da Prússia a renúncia do príncipe Leopoldo, que desistiu de disputar o trono espanhol.
Napoleão III, ainda não satisfeito, e para agradar à opinião pública francesa, exigiu novas garantias de que jamais um membro de sua família ocuparia o trono espanhol. Apesar de Guilherme I aceitar todas as condições impostas pelo imperador francês, este último insistia que o rei deveria dar estas garantias e negociar pessoalmente com o embaixador Benedetti da França. O rei prussiano, que anteriormente atendera a todas as reivindicações de Napoleão III, refutou ter que negociar e dar novas garantias ao embaixador francês. Em Paris, a atitude do rei prussiano foi tida como uma ofensa ao orgulho nacional da França e ao povo francês.
Finalmente, França e Prússia entraram em guerra em 1870. A guerra em si foi provocada por Bismarck, que habilmente insultou a França e alterou uma indiscutível mensagem de seu rei (o telegrama de Ems — telegrama que Napoleão III enviou ao rei Guilherme I da Prússia), que buscava justamente dar fim à crise.

## Alianças e início das operações
A Prússia desde logo contou com o apoio dos estados germânicos do Sul na sua luta contra a França. As forças alemãs estavam unificadas sob o comando supremo de Guilherme I que contava com o grande estrategista Helmuth von Moltke como chefe do Estado-Maior. À frente das tropas francesas encontrava-se Patrice Mac-Mahon.
Exércitos prussianos avançaram para dentro da França. A eficácia da ofensiva alemã contrastou com a ineficiência da mobilização francesa. As forças francesas foram expulsas da Alsácia, enquanto a divisão de exército francês, comandado pelo general François Achille Bazaine, foi obrigada a se retirar de Metz.

### A Batalha de Sedan
Um exército chefiado pelo próprio Napoleão III e pelo marechal Patrice Mac-Mahon tentou libertar o general François Achille Bazaine, em Metz, mas acabou cercado por Helmuth von Moltke em 31 de agosto, na batalha de Sedan, que decidiu o conflito.
Em 1 de setembro, os franceses tentaram inutilmente romper o cerco e, em 2 de setembro, Napoleão, Mac-Mahon e 83 000 soldados renderam-se aos alemães. Napoleão III foi capturado e, desacreditado aos olhos dos franceses, deixou de ser imperador.
A resistência francesa prosseguiu sob um novo governo de defesa nacional, que assumiu o poder em Paris em 4 de setembro, depois de dissolver a Assembleia Nacional, proclamar a deposição do imperador e estabelecer a república. Bismarck recusou-se a assinar a paz e, em 19 de setembro, começou o cerco a Paris. No dia 19, os alemães começaram a sitiar Paris. O novo governo dispôs-se a negociar com Bismarck, mas suspendeu as conversações quando soube que os alemães exigiam a Alsácia e a Lorena. O principal líder do novo governo, Léon Gambetta, fugiu de Paris num balão, estabelecendo um governo provisório na cidade de Tours para reorganizar o exército no interior. A partir daí seriam organizadas 36 divisões militares, todas destinadas ao fracasso.
A vitória em Sedan estimulou o nacionalismo no sul da Alemanha e os estados germânicos ao sul do rio Meno (Grão-Ducado de Hesse, Grão-Ducado de Baden, Reino da Baviera e Reino de Württemberg) entraram na Confederação Germânica. A esses estados, porém, foram garantidas certas autonomias, como, por exemplo, exército próprio em tempo de paz. Com a integração desses estados ao novo Reich ("Segundo Reich"; pois o "Primeiro Reich" ou Sacro Império Romano-Germânico, foi fundado por Carlos Magno, rei franco, sucedido mais adiante por Otão I), completou-se a última etapa para a unificação alemã.

### A Comuna de Paris
Esperanças de um contra-ataque francês dispersaram-se quando o marechal François Achille Bazaine, com um exército de 173 000 homens, apresentou sua rendição, em Metz, no dia 27 de outubro.
A capitulação oficial de Paris ocorreu em 28 de janeiro de 1871. Louis Adolphe Thiers, velho político francês, foi eleito pela assembleia como chefe do executivo e solicitou um armistício aos prussianos, o qual foi concedido por Bismarck. O armistício incluía a eleição de uma assembleia nacional francesa que teria a autoridade de firmar uma paz definitiva. A Assembleia Nacional Francesa reuniu-se em Bordéus, em 13 de fevereiro, nomeando Louis Adolphe Thiers o primeiro presidente da Terceira República Francesa. O acordo, negociado por Thiers, foi assinado em 26 de fevereiro e ratificado em 1.º de março. A população de Paris, entretanto, recusou-se a depor as armas e, em março de 1871, revoltou-se, estabelecendo um breve governo revolucionário, a Comuna de Paris.

### O fim da guerra: O Tratado de Frankfurt
O governo francês assinou, em 10 de maio de 1871, o Tratado de Frankfurt, pondo fim à guerra entre a França e a Prússia. Neste documento ficava estabelecido que, por direito de guerra e pela população da Alsácia-Lorena ser de maioria germânica, a província francesa da Alsácia e parte da Lorena (até mesmo Metz) passariam para o domínio do Império Alemão. Devido aos grandes danos causados à Prússia, a França foi obrigada a pagar uma indenização de guerra de cinco bilhões de francos de ouro e a financiar os custos da ocupação das províncias do norte pelas tropas alemãs, até o pagamento da indenização. Em troca, foram libertados 100 mil prisioneiros de guerra franceses, os quais foram admitidos nas linhas prussianas para reprimir a Comuna de Paris. Depois de dois meses de luta sangrenta, a comuna foi esmagada pelas tropas de Louis Adolphe Thiers.
O maior triunfo de Otto von Bismarck ocorreu em 18 de janeiro de 1871, quando Guilherme I da Prússia foi proclamado imperador da Alemanha em Versalhes, o antigo palácio dos reis da França. Para a Prússia, a proclamação do Império Alemão foi o clímax das ambições de Bismarck de unificar a Alemanha.
A onerosa obrigação francesa só foi cumprida em setembro de 1873. Naquele mesmo mês, as tropas alemãs abandonaram a França, depois de quase três anos de ocupação.

## Motivos da derrota francesa na guerra
A derrota da França, comandada pelo general francês Patrice Mac-Mahon, deu-se por ser o exército prussiano maior e estar mais bem organizado para a guerra. Enquanto os canhões franceses eram carregados pela boca, os prussianos tinham os famosos Krupp, de aço, carregados pela culatra, o que possibilitava tiro mais rápido. Paris resistiu o quanto pôde aos prussianos, mas capitulou após quatro meses, por causa da fome.
Logo a Prússia mostrou-se preparada o suficiente para encurralar a França em seu próprio território. Os franceses perderam em todas as frentes, o que sucedeu na esmagadora vitória na Batalha de Sedan (1 de setembro de 1870), na qual o próprio imperador francês foi feito prisioneiro. No dia 2 de setembro de 1870, concluiu-se a batalha de Sedan, onde a cavalaria francesa resistiu bastante, a ponto do rei Guilherme I admirar a bravura com que estes lutaram. Porém, Napoleão III viu que era inútil sacrificar tantos soldados seus, e mandou hastear a bandeira branca, e entregou sua espada, ficado prisioneiro do rei prussiano. Dois dias depois, a república seria proclamada em Paris. No dia 20 de setembro, os prussianos cercavam Paris. Perante esta situação, o governo de Defesa Nacional (republicano, em funções desde 4 de setembro, quando Napoleão III foi deposto) assinou a rendição. Na Tratado de Frankfurt, 10 de maio de 1871, a França, para além de pagar uma pesada indenização de 5 bilhões de francos para a Prússia, entregava o rico território da Alsácia-Lorena, de maioria germânica e rico em carvão e hematita (minério de ferro), para o novo Império Alemão.